# Jacques Normand
Jacques Normand (fl. XIX-XX secolo) è stato un attore francese di teatro e cinema, floruit dal 1896 al 1934.

## Biografia
A parte i film e le opere teatrali in cui è apparso, di Jacques Normand non sappiamo praticamente nulla se non che fece parte della troupe del Teatro dell'Odéon di Parigi per vent'anni dopo aver fatto parte di quelle del Théâtre de la République e del Théâtre Antoine.

## Teatro
- 1896: Lucile Duplessis, dramma in 5 atti in versi di Jules Barbier, al Théâtre de la République (6 novembre): Camille Desmoulins
- 1898: Jacques l'Honneur, dramma in 5 atti e 9 quadri di Léon Sazie e Georges Grison, al Théâtre de la République (31 luglio): Jacques Varlay
- 1903: La giovinezza dei moschettieri, recita in 14 dipinti di Alexandre Dumas e Auguste Maquet al teatro Château-d'Eau (20 febbraio): Athos
- 1905: Bajazet, tragedia in 5 atti di Jean Racine, al teatro Odéon (19 ottobre): Bajazet
- 1906 : Michele Strogoff, dramma in 5 atti e 16 quadri di Adolphe d'Ennery e Jules Verne, al Théâtre du Châtelet (3 agosto): Michele Strogoff
- 1907: Each His Life di Gustave Guiches e Pierre-Barthélemy Gheusi, alla Comédie-Française
- 1908: Nos magistrates, rappresentazione in 4 atti di Arthur Bernède, al teatro Molière (28 marzo): Pierre Brindeau
- 1910 : Nick Carter, dramma in 5 atti e 7 tableaux di Alexandre Bisson e Guillaume Livet, al teatro Moncey (dicembre): Nick Carter
- 1911: Rivoli di René Fauchois, al teatro Odéon
- 1912: La Maritza, rappresentazione in 2 quadri di Paul Bail, al Teatro Michel (5 giugno): Maurice de Chevincourt
- 1922: La Gamine, commedia in 3 atti di Pierre Véber e Henri de Gorsse, al Théâtre de la Renaissance (11 maggio): Delannoy
- 1923: La Danseuse rouge, rappresentazione in 3 atti e 1 epilogo di Charles-Henry Hirsch, al Théâtre des Ternes (5 gennaio): Marc Bregyl
- 1924: Vietato restare, grande spettacolo teatrale di Arthur Bernède e Pierre Gilles, musica di Fortunet, al Théâtre des Variétés (novembre)
- 1928: Crime, di Samuel Shipman e John B. Hymer, regia di Émile Couvelaine, al Théâtre de la Porte-Saint-Martin

## Filmografia
- La Récompense d'une bonne action, regia di Camille de Morlhon - cortometraggio (1909)

- Éternelle romance, regia di Daniel Riche - cortometraggio (1909)
- La Demoiselle de compagnie - cortometraggio (1909)
- La Fille du garde-chasse - cortometraggio (1909)
- Cagliostro, aventurier, chimiste et magicien, regia di Camille de Morlhon e Gaston Velle - cortometraggio (1910)
- Le Subterfuge, regia di Camille de Morlhon - cortometraggio (1910)
- Soeurs de lait, regia di Georges Denola - cortometraggio (1910)
- Le Pardon de l'offense, regia di Paul Garbagni - cortometraggio (1911)
- Victimes de l'alcoolisme, regia di Gérard Bourgeois - cortometraggio (1911)
- Le Roman d'une pauvre fille, regia di Gérard Bourgeois - cortometraggio (1911)
- Nick Winter et l'affaire du Célébric Hôtel, regia di Gérard Bourgeois - cortometraggio (1911)
- Le Démon du jeu, regia di Gérard Bourgeois - cortometraggio (1911)
- Le Dévouement d'une soeur - cortometraggio (1912)
- La Rivale de Richelieu, regia di Gérard Bourgeois - cortometraggio (1912)
- La Grotte des supplices, regia di Alfred Machin - cortometraggio (1912)
- Les chemins de la destinée - cortometraggio (1912)
- L'Escarpolette tragique, regia di Camille de Morlhon - cortometraggio (1913)
- Jacques l'honneur, regia di Henri Andréani - cortometraggio (1913)
- La Passion, regia di Maurice Maître - cortometraggio (1914)
- La Goualeuse, regia di Alexandre Devarennes e Georges Monca - cortometraggio (1914)
- La France avant tout, regia di Henri Andréani - cortometraggio (1915)
- En détresse, regia di Henri Pouctal - cortometraggio (1917)
- La Villa bleue, regia di Jean-Joseph Renaud - cortometraggio (1917)
- Fauvette, regia di Gérard Bourgeois (1918)
- Behold the Man, regia di Spencer Gordon Bennet (1921)
- La loupiote, regia di Georges Hatot (1922)
- Una donna al volante (Une femme au volant), regia di Pierre Billon e Kurt Gerron (1933)
- Il padrone delle ferriere (Le maître de forges), regia di Fernand Rivers e Abel Gance (1933)
- La vita amorosa di Casanova (Casanova), regia di René Barberis (1934)
- La donna dai due volti (Le Grand jeu), regia di Jacques Feyder (1934)